# Jarratt
Jarratt és una població dels Estats Units a l'estat de Virgínia. Segons el cens del 2000 tenia 589 habitants.

## Demografia
Segons el cens del 2000, Jarratt tenia 589 habitants, 271 habitatges, i 175 famílies. La densitat de població era de 179,1 habitants per km².
Dels 271 habitatges en un 30,3% hi vivien nens de menys de 18 anys, en un 44,6% hi vivien parelles casades, en un 15,5% dones solteres, i en un 35,1% no eren unitats familiars. En el 32,5% dels habitatges hi vivien persones soles el 16,6% de les quals corresponia a persones de 65 anys o més que vivien soles. El nombre mitjà de persones vivint en cada habitatge era de 2,17 i el nombre mitjà de persones que vivien en cada família era de 2,71.
Per edats la població es repartia de la següent manera: un 22,4% tenia menys de 18 anys, un 7,3% entre 18 i 24, un 27% entre 25 i 44, un 25,6% de 45 a 60 i un 17,7% 65 anys o més.
L'edat mediana era de 41 anys. Per cada 100 dones de 18 o més anys hi havia 75,8 homes.
La renda mediana per habitatge era de 32.125 $ i la renda mediana per família de 38.942 $. Els homes tenien una renda mediana de 31.319 $ mentre que les dones 30.417 $. La renda per capita de la població era de 24.291 $. Entorn de l'11,4% de les famílies i el 13% de la població estaven per davall del llindar de pobresa.

## Poblacions més properes
El següent diagrama mostra les poblacions més properes.